# Liste des avions de chasse de deuxième génération
La deuxième génération de chasseurs à réaction est une classification générale des avions de combat mis en service entre 1950 et 1960.

## Avions de deuxième génération

### Mis en service
Pour les appareils soviétiques, russes et chinois, est spécifié en italique leur nom de code OTAN, par lequel ils sont parfois connus en Occident.
| Mise en service |  | Pays d'origine   | Fabricant         | Nom                | Pays utilisateurs                                                                                |
| --------------- |  | ---------------- | ----------------- | ------------------ | ------------------------------------------------------------------------------------------------ |
| 1954            |  | États-Unis       | North American    | F-100 Super Sabre  | - États-Unis - Turquie - Taïwan - France - Danemark                                              |
| 1955            |  | Union soviétique | Mikoyan-Gurevich  | MiG-19             | - Union soviétique - Chine - Allemagne de l'Est - Albanie - Corée du Nord - Cuba - Éthiopie      |
| 1956            |  | États-Unis       | Grumman           | F-11 Tiger         | - États-Unis                                                                                     |
| 1956            |  | États-Unis       | Convair           | F-102 Delta Dagger | - États-Unis - Grèce - Turquie                                                                   |
| 1956            |  | États-Unis       | Douglas           | F4D Skyray         | - États-Unis                                                                                     |
| 1957            |  | États-Unis       | Vought            | F-8 Crusader       | - États-Unis - France - Philippines                                                              |
| 1957            |  | Royaume-Uni      | Supermarine       | Scimitar           | - Royaume-Uni                                                                                    |
| 1957            |  | États-Unis       | McDonnell         | F-101 Voodoo       | - États-Unis - Canada - Taïwan                                                                   |
| 1957            |  | France           | Dassault          | Super Mystère      | - France - Israël - Honduras                                                                     |
| 1958            |  | États-Unis       | Lockheed          | F-104 Starfighter  | - États-Unis - Allemagne - Japon - Turquie - Belgique - Canada                                   |
| 1958            |  | Italie           | Fiat              | G.91               | - Italie - Portugal - Angola - Allemagne de l'Ouest                                              |
| 1958            |  | États-Unis       | Republic Aviation | F-105 Thunderchief | - États-Unis                                                                                     |
| 1958            |  | France           | SNCASO            | SO-4050 Vautour    | - France - Israël                                                                                |
| 1959            |  | Royaume-Uni      | English Electric  | Lightning F.6      | - Royaume-Uni - Koweït - Arabie saoudite                                                         |
| 1959            |  | États-Unis       | Convair           | F-106 Delta Dart   | - États-Unis                                                                                     |
| 1959            |  | Royaume-Uni      | Folland           | Gnat               | - Royaume-Uni - Inde - Finlande                                                                  |
| 1959            |  | Union soviétique | Mikoyan-Gurevich  | MiG-21             | - Union soviétique - Inde - Libye - Afghanistan - Allemagne de l'Est - Vietnam - Tchécoslovaquie |
| 1959            |  | Union soviétique | Soukhoï           | Su-7               | - Union soviétique - Inde - Syrie - Corée du Nord - Vietnam - Irak - Algérie                     |
| 1959            |  | Union soviétique | Soukhoï           | Su-9               | - Union soviétique                                                                               |
| 1960            |  | Suède            | Saab              | J 35F Draken       | - Suède - Autriche - Finlande - Danemark                                                         |
| 1961            |  | France           | Dassault          | Mirage III         | - France - Israël - Pakistan - Australie - Afrique du Sud - Brésil - Belgique                    |
| 1961            |  | Chine            | Shenyang          | J-6                | - Chine - Pakistan - Corée du Nord - Bangladesh - Birmanie - Iran - Irak                         |
| 1962            |  | France           | Dassault          | Étendard IV        | - France                                                                                         |
| 1964            |  | Inde             | HAL               | HAL HF-24 Marut    | - Inde                                                                                           |
| 1966            |  | Chine            | Chengdu           | J-7                | - Chine - Pakistan - Corée du Nord - Bangladesh - Iran - Cambodge - Sri Lanka                    |
| 1969            |  | Royaume-Uni      | Hawker Siddeley   | Harrier            | - Royaume-Uni - États-Unis - Espagne - Thaïlande - Inde                                          |
| 1970            |  | France           | Dassault          | Mirage 5           | - France - Belgique - Pakistan - Émirats arabes unis - Égypte - Libye - Zaïre                    |
| 1972            |  | Israël           | IAI               | Nesher             | - Israël - Argentine                                                                             |
| 1976            |  | Union soviétique | Yakovlev          | Yak-38             | - Union soviétique                                                                               |

### Programmes abandonnés
- Argentine
  - FMA I.Ae. 37 Ala Delta
- Canada
  - Avro Canada CF-105 Arrow
- Egypt
  - Helwan HA-300 (en)